# Solothurn
Solothurn (în franceză Soleure, în italiană Soletta) este un oraș în Elveția.

## Monumente
- Catedrala Sfântul Ursus din Solothurn⁠(en)[traduceți]